# Rio Tarauacá
O rio Tarauacá  é um curso de água que banha os estados do Acre e Amazonas, no Brasil. É afluente de margem direita do rio Juruá. Desagua no rio Juruá, do qual é afluente de margem direita, frente à cidade de Eirunepé, no estado do Amazonas.
O rio já atingiu pontos críticos devido às chuvas na região, tendo sido protagonista de uma enchente histórica em novembro de 2014. Em janeiro de 2016, o rio atingiu a cota de alerta, que é de 8,50 metros.
1. ↑  «Rio Tarauacá atinge cota de alerta pela segunda vez em menos de 1 mês». G1. 3 de janeiro de 2016. Consultado em 17 de outubro de 2016